# Flugunfall bei Constantine
Der Flugzeugabsturz bei Constantine ereignete sich am 11. Februar 2014, als eine Lockheed C-130 Hercules der algerischen Luftwaffe beim Landeanflug auf den Flughafen Constantine in der gleichnamigen algerischen Provinz aus ungeklärter Ursache am Boden zerschellte. Bei dem Unfall starben 77 Menschen.

## Hergang
Die C-130 Hercules mit vier Turbo-Propeller-Triebwerken war in der Oasenstadt Tamanrasset im Süden Algeriens mit 99 Passagieren und vier Besatzungsmitgliedern an Bord gestartet. Der Militärtransporter war auf dem Weg nach Constantine im Norden Algeriens. Bei einer Zwischenlandung in Ouargla gingen einige Passagiere von Bord.
Vor dem Absturz beim Landeanflug auf den Aéroport Mohamed Boudiaf der Stadt Constantine soll die Kommunikation zwischen der algerischen Flugsicherung und der Maschine abgebrochen sein. Die Maschine befand sich auf Grund der schlechten Sichtbedingungen im Instrumentenanflugverfahren.
Einige Medien berichteten nach dem Unfall, die Maschine habe vor dem Absturz den Berg Djebel Ta Fertas gestreift. Die Unfallstelle in der Region Oum El Bouaghi in rund 1400 Metern Höhe war für die Einsatzkräfte schwer zugänglich. Die Rettungsmannschaften mussten zu Fuß in das gebirgige Gelände vorstoßen. Bis zum Abend des 12. Februar konnten mehr als 70 Leichen geborgen werden. Für die Bergungsarbeiten wurden zahlreiche zivile und militärische Helfer mobilisiert. In der Absturzregion hatte es nur zwei Monate zuvor, im Dezember 2013 eine Übung gegeben, bei der ein Flugzeugabsturz mit 55 Opfern simuliert wurde. Nach offiziellen Angaben des Verteidigungsministeriums starben bei dem Absturz 77 Personen. Ein Passagier überlebte den Unfall.
Nach Angaben des Verteidigungsministeriums waren ein Gewitter und Schneefall die vermutliche Ursache.

## Reaktionen
Staatspräsident Abdelaziz Bouteflika rief sofort nach Bekanntwerden des Unfalls eine dreitägige Staatstrauer aus.
Der deutsche Außenminister Frank-Walter Steinmeier (SPD) reagierte in Berlin „mit großer Bestürzung“ auf die Nachricht. In einem Schreiben an seinen algerischen Amtskollegen Ramtane Lamamra sprach er den Angehörigen und dem algerischen Volk „angesichts dieses furchtbaren Unfalls [sein] tief empfundenes Beileid“ aus.